# Gasteranthus trifoliatus
Gasteranthus trifoliatus är en tvåhjärtbladig växtart som beskrevs av M. Freiberg. Gasteranthus trifoliatus ingår i släktet Gasteranthus och familjen Gesneriaceae. Inga underarter finns listade i Catalogue of Life.